# Rureifel

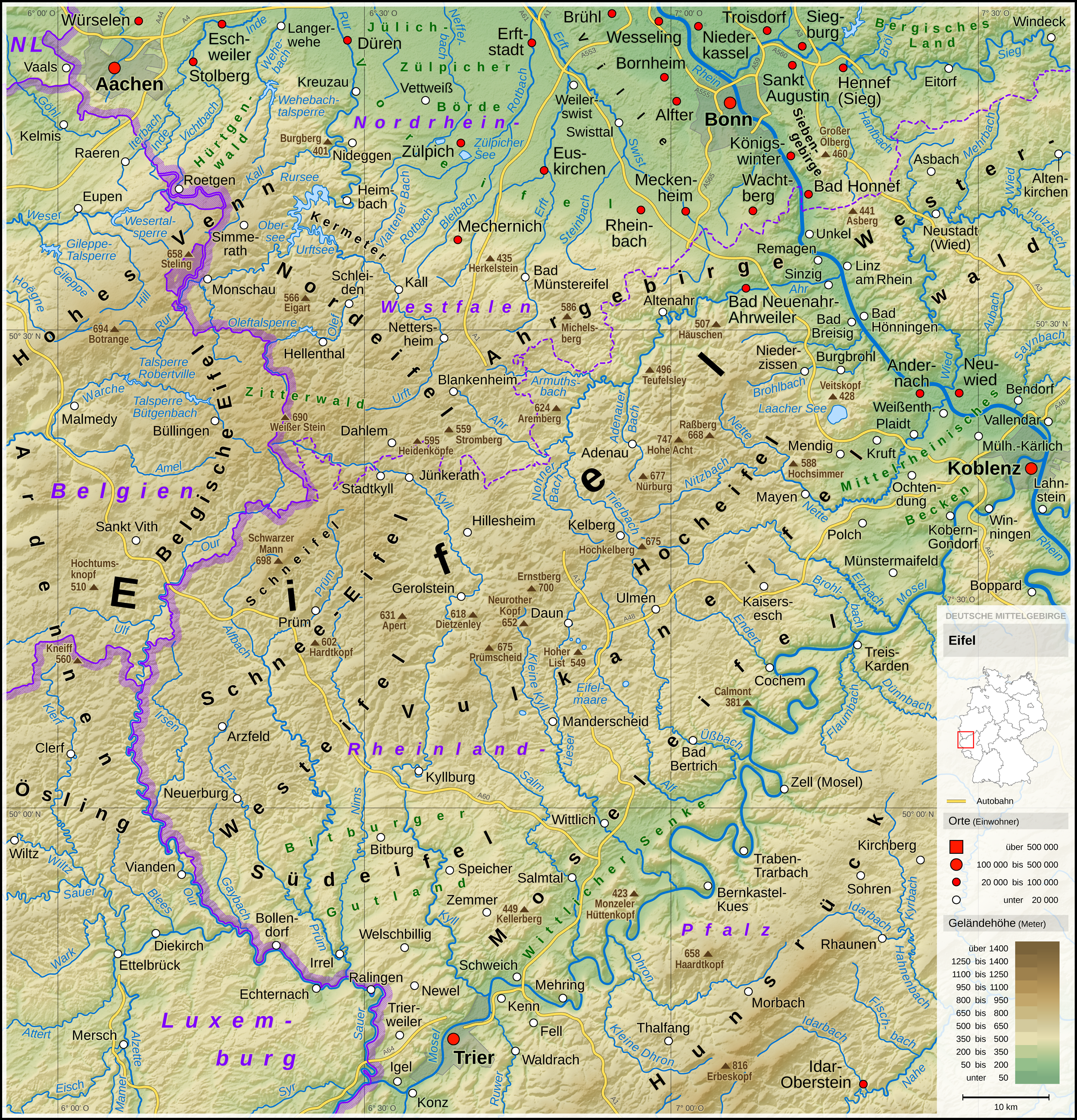
Karte der Eifel

Die Rureifel liegt im nördlichen Teil der Westeifel im Kreis Düren, Kreis Euskirchen und der Städteregion Aachen, NRW, und ist u. a. ein Naherholungsgebiet für den Raum Köln, Aachen, Düsseldorf, Krefeld, Mönchengladbach und Bonn. Seinen Namen hat das Gebiet von der Rur.
Die Rureifel umfasst geografisch die Städte Nideggen, Heimbach, Schleiden und Monschau sowie die Gemeinden Simmerath, Hürtgenwald, Kreuzau und Hellenthal und ist somit ein Teilgebiet der Nordeifel. Als Ferienregion und Tagesausflugsziel ist sie mit der zweitgrößten Talsperre Deutschlands, der Rurtalsperre Schwammenauel und dem Nationalpark Eifel sowie dem Naturpark Nordeifel weithin bekannt.
Die Rur prägt diesen Teil der Eifel, mit ihrem eigenen Tal und den Tälern ihrer Nebenflüsse und Bäche sehr. Beispiele dafür sind das Rinnebachtal (Kleinhau/Obermaubach) und das Kalltal, geprägt durch die Kall. Zudem prägen das Rurtal neben dem Rursee auch weitere Stauseen die Landschaft: Stausee Heimbach und das Staubecken Obermaubach.
Ihren Ursprung hat die Rur im belgischen Hohen Venn in der Provinz Lüttich.
Außerdem ist das Rurtal gut durch einen intakten Schienenverkehr verbunden, die Linie RB21, bekannt als Rurtalbahn (Rurtalbahn GmbH). Diese verbindet auf ihrem Südteil die Städte Heimbach und Düren miteinander, auf ihrem Nordteil die Städte Linnich und Düren.

## Naturräumliche Gliederung
Im Handbuch der naturräumlichen Gliederung Deutschlands bildet die Rureifel die Haupteinheit 282 und gehört zur Haupteinheitengruppe 28, Westeifel. Sie ist wie folgt weiter untergliedert:
- 282 Rureifel
  - 282.0 Dürener Eifelfuß
  - 282.1 Hürtgener Hochfläche
  - 282.2 Monschauer Heckenland
  - 282.3 Rur-Urft-Olef-Täler
    - 282.30 Monschau-Rurberger Rurtal
    - 282.31 Gemünder Urft- und Oleftäler
    - 282.32 Urftseegebiet
    - 282.33 Rurseegebiet
    - 282.34 Heimbach-Maubacher Rurtal

  - 282.4 Monschau-Hellenthaler Waldhochfläche
  - 282.5 Dreiborner Hochfläche
  - 282.6 Hollerath-Broicher Hochfläche[4]
    - 282.60 Hollerather Hochfläche
    - 282.61 Broicher Hochfläche

  - 282.7 Wildenburger Hochfläche
  - 282.8 Kermeter Wald

## Wirtschaft
Das Schaf war ein wichtiges Nutztier. Eifelbauern waren arme Bauern. Für Getreide und Rinder war der Boden zu karg, der Kunstdünger noch nicht erfunden. Wo die Milchkuh kümmerte, brachte das Eifelschaf Ertrag. Schafe waren in der Eifel einmal ein bedeutender Wirtschaftsfaktor. Vom einstigen Wohlstand der Wollweber und Tuchhändler zeugen noch heute deren prachtvolle Häuser in Monschau. Im 18. Jahrhundert wurden Schafherden aus der Eifel sogar auf die Märkte von Paris getrieben. Große Schafherden bedeuteten Wolle, Tuch und Filz. Allein in Heimbach gab es vier Schäfereien. Hier arbeitete eine Wollspinnerei und eine Walkmühle, lebten Färber und Weber. Heute erhalten die Schafe die traditionelle Kulturlandschaft, die grünen Täler der Eifel mit Orchideen, Hummeln und bunten Schmetterlingen.
Das nordrhein-westfälische Landesumweltamt hat 2024 ein neues Wolfsgebiet "Rureifel" in der Städteregion Aachen und dem Kreis Düren ausgewiesen.